# タマラ (小惑星)
タマラ (326 Tamara) は小惑星帯の小惑星である。1892年3月19日、ウィーン天文台でヨハン・パリサが発見した。
11世紀のグルジア王国の最盛期を現出したタマル女王（Tamar Bagrationi：在位1184年-1213年）に因んで命名された。
2006年12月に福島県で掩蔽が観測された。